# Liste der Monuments historiques in Courtomer (Seine-et-Marne)
Die Liste der Monuments historiques in Courtomer (Seine-et-Marne) führt die Monuments historiques in der französischen Gemeinde Courtomer auf.

## Liste der Bauwerke
| Bezeichnung          | Beschreibung              | Standort | Kennzeichnung | Schutzstatus | Datum | Bild |
| -------------------- | ------------------------- | -------- | ------------- | ------------ | ----- | ---- |
| Kirche Ste-Geneviève | Erbaut im 13. Jahrhundert | (Lage)   | PA00086912    | Inscrit      | 1989  |      |
| Pierre Couvée        |                           | (Lage)   | PA00086913    | Classé       | 1971  |      |

## Liste der Objekte

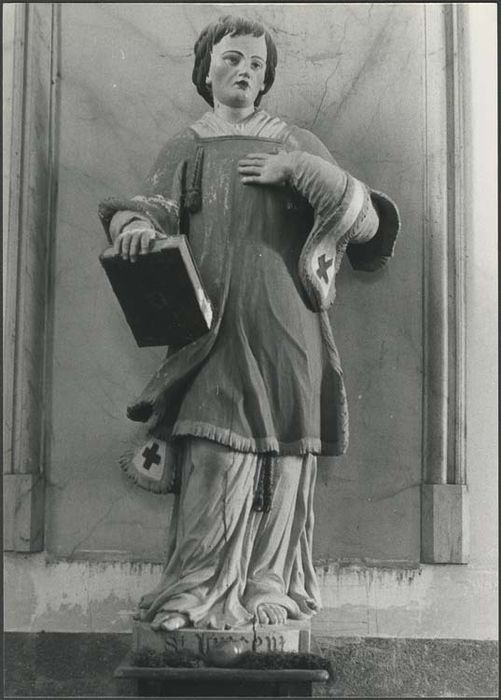
Skulptur des heiligen Vinzenz (18. Jahrhundert) in der Kirche Ste-Geneviève

- Monuments historiques (Objekte) in Courtomer (Seine-et-Marne) in der Base Palissy des französischen Kultusministeriums